# Разыскной процесс
Разыскно́й проце́сс (также инквизицио́нный процесс) — правовая система, в которой суд или часть суда активно участвует в расследовании фактов дела. В отличие от состязательной системы, в которой роль суда заключается в первую очередь в роли беспристрастного арбитра между обвинением и защитой. Система используются в Романо-германской правовой семье (Франция, Италия и другие страны Европы); в правовых системах, основанных на исламском праве, таких как Саудовская Аравия. Преобладающая правовая система в континентальной Европе, Латинской Америке, африканских странах, ранее не находившихся под британским правлением, Восточной Азии (кроме Гонконга), Индокитае, Таиланде и Индонезии. 

## История

### Возникновение инквизиционного процесса
Зачатки разыскного процесса впервые появились в каноническом праве.
Развитие пороков среди духовенства и нужды церковного управления вызвали создание преследования путём доноса (denuntiatio) или народного оговора, молвы (infamatio); исследование проступка и применение к виновному мер религиозного взыскания возлагалось на духовное начальство. Уже с IV в. епископы обязаны были периодически объезжать паству и производить суд как по проступкам духовенства, так и по преступлениям светских лиц, в преследовании которых церковь считала себя особенно заинтересованной (например, отступление от веры, кровосмешение, кощунство и т. п.). Епископу предшествовали архидиакон, который созывал имоверных местных жителей (testes synodales), расспрашивал их о том, какие грехи и преступления были совершены в данной местности, производил по этим заявлениям расследование (inquisitio) и затем докладывал о результатах его епископу. Постановлениями Четвёртого Латеранского собора (1215 г.) право уголовного преследования было вверено духовным властям как по отношению к подчиненному духовенству, так и по отношению к мирянам; донос был возведён в обязанность каждого верующего, причём доносчик освобождался от обязанности поддерживать обвинение и от ответственности за неосновательность его. Инквизиционное производство начиналось при опорочении кого-либо путём доноса или народной молвы; судья сначала секретно проверял основательность доноса или молвы (inquisitio famae), затем вызывал заподозренного, сообщал ему предмет обвинения и начинал, таким образом, исследование самого преступления (inquisitio delicti); обвиняемый представлял свои объяснения, клятвенно обещав давать правдивые ответы; судья решал дело, приговаривая уличенного к наказаниям, смягченным сравнительно с теми, которые могли быть наложены при обвинительном процессе (accusatio). По делам о ересях, изъятым из юрисдикции епископов и переданным папами особым делегатам, уже в конце XIV в. обвиняемому перестали сообщать имена свидетелей, начали применять пытку и назначать, на основании розыска, обычные наказания, даже при отсутствии обвинителя.
Разыскному процессу была присуща система формальных доказательств, при которой ценность каждого вида доказательств была заранее определена законом. Наиболее совершенным доказательством считалось признание самого обвиняемого. Свидетельские показания расценивались с учётом социального положения свидетеля. С этой формой процесса также связывают применение к обвиняемому пыток для получения признания, иногда пытке подвергались и свидетели.
Разыскной процесс являлся исторической формой уголовного процесса, характерной для периода Средневековья и начала Нового времени. Господствующим порядком судопроизводства он стал в эпоху абсолютизма. Первоначально применялся в церковных судах по делам о ересях, а затем и в светских судах. В России возник в XV веке и просуществовал до судебной реформы 1864 года. Во Франции был ликвидирован с Великой французской революцией в 1789 году, в странах центральной Европы в 1848 году. На смену разыскному пришёл смешанный процесс.

### Светский разыскной процесс
Отчасти путём непосредственного заимствования, отчасти через посредство итальянских практиков (глоссаторов), излагавших римское право с изменениями, введёнными в него правом каноническим, инквизиционный процесс оказал влияние на светские законодательства, в которых обвинительный процесс мало-помалу был вытеснен разыскным. Королевская власть присвоила себе, по примеру папы, привилегию исследования преступлений без участия обвинителя, предписывая официальный розыск сначала по делам фискальным, а затем давая право такого розыска разным корпорациям — монастырям, городам и т. п. В процессе укоренились мало-помалу письменность и канцелярская тайна; участие сторон и народа было устранено; для отыскания материальной истины была выработана формальная система доказательств; во главе последних стало собственное признание, для достижения которого допускались самые суровые меры принуждения. Судье были указаны законом поводы к следствию (fundamenta inquisitionis).

### Франция
Во Франции ещё в XIV столетии производство уголовных дел было вверено судьям и королевским прокурорам, а ордонансами 1498, 1539 и 1670 гг. был окончательно введён Разыскной процесс. Следственные судьи подчинялись прокурору, который мог своей властью предпринимать отдельные следственные действия. На суде прокурор давал заключения, не обязательные для суда. Суд имел право произнести обвинительный или оправдательный приговор или же оставить подсудимого в подозрении. Пересмотр приговоров допускался или в апелляционном порядке, по отзыву прокурора или потерпевшего и по жалобе подсудимого, или же в порядке ревизионном.

### Германия
В Германии начала римского права впервые были согласованы с национальными в разработанных Шварценбергом уставах бамбергском (1507) и бранденбургском (1516); затем те же начала были положены в основание уголовного уложения императора Карла V (1532). Разыскной процесс господствовал в Германии до середины текущего столетия. Как и во Франции, в Германии различались три стадии процесса: generalis (Information) — дознание о событии преступления, summaria (Voruntersuchung) — сокращённый допрос обвиняемого, и specialis (Schlussverfahren) — допрос обвиняемого и свидетелей по пунктам; приговоры были также трёх родов, но апелляционный порядок пересмотра, как несогласный с официальным принципом исследования, был вытеснен порядком ревизионным.
Обязанность суда самостоятельно исследовать обстоятельства дела (Amtsermittlungsgrundsatz) сохраняется в немецком административно-процессуальном праве (§ 86 Abs. 1 VwGO).

### Россия
В России Разыскной процесс появился ещё в княжеский период, сперва исключительно для дел о государственных преступлениях, а в начале царского периода — и для важнейших уголовных дел, причём в порядке «сыска» преследовались только обвиняемые, захваченные с поличным или облихованные на повальном обыске. Сыск начинался независимо от жалобы потерпевшего, по почину губных старост, собиравших доказательства и решавших дело или представлявших его на разрешение приказов; дело решалось негласно и письменно; применялась пытка; доказательствами признавались поличное, повальный обыск, свидетельские показания, оговор и признание. Постепенно порядок сыска распространялся и на остальные уголовные дела. С начала XVIII в. национальные формы процесса заменяются заимствованными из Западной Европы. Пётр Великий ввёл ревизионный порядок пересмотра приговоров и законные правила о силе доказательств и поручил фискалам наблюдение за ходом важнейших уголовных дел. При Екатерине II фискалы были заменены прокурорами и стряпчими; порядок розыска, с тайной и письменностью производства, был распространен на все уголовные дела; развилась промежуточная форма уголовных приговоров — оставление в подозрении. Уголовный процесс по Своду Законов (изд. 1832, 1842 и 1857 гг.) был построен по типу германского разыскного процесса и распадался на три стадии: следствие, суд и исполнение. Следствие и исполнение были в руках полиции, которая по делам о маловажных проступках производила также и судебное разбирательство; только с 1860 г. были учреждены особые судебные следователи. Следствие распадалось на предварительное и формальное. Первое имело целью установление события преступления; оно начиналось при наличности указанных в законе поводов. Формальное следствие должно было выяснить, «над каким лицом или имуществом преступление учинено, в каком действии состояло, каким способом или орудием, когда, где, с намерением или без намерения произведено». При производстве формального следствия требовалось присутствие депутатов от того сословия, к которому принадлежал обвиняемый. Прокуроры и стряпчие обязаны были наблюдать за ходом следствий, и в особенности за тем, чтобы обвиняемые могли воспользоваться всеми предоставленными законом способами к защите. Формальное следствие состояло в собрании и записи всех доказательств. По окончании следствия оно немедленно отсылалось в суд, который рассматривал, правильно ли произведено следствие, опрашивал обвиняемого, не было ли ему чинимо пристрастных допросов, и в случае надобности подвергал его вновь допросу, стараясь склонить его к признанию. С доказательствами суд знакомился исключительно по письменному следственному производству, на основании которого в канцелярии суда составлялась выписка, для доклада суду. Суд мог распорядиться производством дополнительного следствия, но сам производить осмотры или допросы свидетелей не имел права. Решение суда основывалось на установленных в законе правилах о силе доказательств. Судебное производство во всех его стадиях было негласным; только приговор суда подлежал оглашению, чтобы возбуждать и поддерживать страх наказания. Приговоры судов первой инстанции пересматривались в ревизионном порядке. Пересмотр приговоров по жалобам подсудимых допускался только по делам меньшей важности, которые не подлежали ревизии; кроме того, с 1823 г. были допущены жалобы подсудимых из непривилегированных сословий в сенат на приговоры о телесном наказании и ссылке на поселение или в каторгу, но жалобы эти могли быть приносимы только после приведения приговора в исполнение; в случае неосновательности жалобы осужденный подвергался телесному наказанию, а если жалоба оказывалась основательной, сенат, восстановляя осужденного в его правах, вместе с тем определял ему вознаграждение за понесение наказания и налагал взыскания на лиц, постановивших несправедливый приговор. По статистическим сведениям, в России в эпоху господства разыскного процесса судами произносилось приговоров обвинительных только 12,5 %; большую часть остальных составляли приговоры об оставлении в подозрении.

## Недостатки разыскного процесса
Разыскной процесс характеризуется смешением функций суда, обвинения и защиты; суд не только решает вопрос о виновности подсудимого, но и производит расследование по делу, причём собирает доказательства не только уличающие подсудимого, но и оправдывающие его; деятельность сторон совершенно устранена. Объясняется это тем, что в эпоху появления разыскного процесса органы официального обвинения ещё не сложились. Вследствие недоверия правительства к судьям, они лишены были права определять виновность подсудимого по своему внутреннему убеждению и обязывались применять раз и навсегда установленные законом правила о силе доказательств.
Существенные недостатки разыскного процесса от принципа состязательности заключаются в следующем:
1. Он игнорировал права личности и для отыскания истины (стоит также отметить, что реализованная в определённых странах состязательность судопроизводства также не способствует установлению истины[4], так как судья может легко занять роль пассивного наблюдателя за процессуальным противоборством сторон) не останавливался перед самыми крутыми мерами; возлагая все производство на должностных лиц, он представлял собой безжизненный канцелярский механизм, приводившийся в движение велениями закона; деятельное участие частных лиц не допускалось, вследствие чего Разыскной процесс торжествовал в эпоху политического угнетения личности.
2. Соединяя в одних руках обязанности судьи, обвинителя и защитника, Разыскной процесс приводил неизбежно к неправильному отправлению правосудия; должностное лицо, обличающее виновного и собирающее против него доказательства, не могло быть беспристрастным судьёй по тому же делу, так как взгляды его уже определились предшествующей его деятельностью; лишённый возможности непосредственно проверить собранные по делу доказательства и связанный законными правилами о силе доказательств, судья стал органом механического, формального применения закона. Одновременно быть энергическим обвинителем и достаточно заинтересованным в деле защитником судья не может.

Ранее всего обратили на себя внимание злоупотребления разыскного процесса против личности. Ещё с XVI в. начались попытки законодательства ограничить применение пытки; в конце XVII в. Томазий требовал общей реформы уголовного процесса, введения гласности и устности и полной отмены пытки. В XVIII в. это направление, благодаря трудам Беккарии, энциклопедистов, Монтескьё и Мирабо, сделалось весьма популярным, но переход от разыскного процесса к современному — следственно-состязательному — совершился только в эпоху Великой французской революции, когда переработанный английский процесс был принят сначала во Франции, затем в Италии, Бельгии и Голландии. Из Франции это движение перешло в Германию, где сначала отразилось в литературе; особенно решительное влияние на пропаганду нового процесса оказали труды Фейербаха, Цахариэ, Кестлина и Миттермайера; в законодательные сферы движение перешло только в 1848 г. В России Разыскной процесс был отменен с введением в действие Судебных Уставов 1864 г.

## Положительные стороны разыскного процесса
1. судья имеет больше свобод от исполнительной власти за счет того что может инициировать сбор дополнительных данных у прокурора, третьих лиц. Таким образом судья не довольствуется только той информацией, которую ему принесли стороны. Согласно принципу состязательности данные действия могут быть восприняты как пристрастность судьи.
2. Согласно принципу состязательности обвиняемый может признать себя виновным или отказаться от оспаривания в обмен на смягчение приговора, практику, известную как сделка о признании вины или сделку о признании вины, которая является чрезвычайно распространенной практикой в Соединённых Штатах. Теоретически подсудимый должен выделить или «озвучить» свои преступления в открытом судебном заседании, а судья должен поверить, что подсудимый говорит правду о своей вине. В Разыскном процессе признание вины не будет рассматриваться как основание для вынесения обвинительного приговора.